# Іоанн I Беррійський
Жан (Іоанн) Беррійський (фр. Jean de Berry, 30 листопада 1340, Венсенн — 15 березня 1416, Нельський замок, Париж), відомий також як Жан Чудовий (фр. Jean le Magnifique) — перший герцог Беррійський, граф-консорт Овернський з 1360 року, граф Монпансьє з 1401 року, граф Пуатевінський з 1369 року.

## Біографія

### Народження
Передісторія
У 1328 році останній король капетинзької династії Карл IV Красивий помер, не залишивши нащадків чоловічого роду, і за правом найближчої спорідненості на трон зійшов двоюрідний брат покійного короля Філіп Валуа, який став королем Франції Філіпом VI. Обрання королем Філіпа Валуа не визнав англійський король Едвард III, який сам претендував на французький престол за однаковим з двоюрідним братом Карла Красивого правом — по жіночій лінії (його матір'ю була сестра Карла — Ізабелла). Суперництво за престол, а також незадоволені територіальні домагання англійців призвели до початку війни, яку історики пізніше назвуть Столітньою (1337—1457 роки).
Не підготовлена до війни держава Філіпа зазнавала однієї поразки за іншою, ситуацію ускладнювало і те, що новий король почувався на троні не надто впевнено, оскільки у нього був лише один син, і в разі його смерті Франція могла бути затягнена в хаос. Королеві спішно були потрібні онуки, тому принц Жан (Іоанн) у 13 років був оголошений повнолітнім, наділений титулом герцога Нормандського, і батько взявся підшукувати йому наречену. Граф Іоанн Люксембурзький запропонував Філіпові вибрати з двох своїх дочок, і той негайно зупинився на старшій, Гуті (у Франції її ім'я переклали, і перетворили на Бонну), якій у той час було 17 років. Надії Філіпа справдились, герцогиня Нормандська за 11 років народила дев'ять принців і принцес, забезпечивши таким чином майбутнє французького королівського дому.
Третій син короля
Жан був третім сином у родині, народившись 30 листопада 1340 року в день Святого Андрія, і був хрещений так само як і його старший брат Карл в церкві Сен-П'єр де Монтрей. Його хрещеним батьком став граф Жан д'Арманьяк, на честь якого (а також на честь св. Івана Хрестителя) новонароджений отримав своє ім'я. Все своє подальше життя герцог Беррійський шанобливо ставився до двох «своїх» святих — у «Розкішному часослові» навіть збереглося його зображення в молитовній позі поміж св. Андрієм і св. Іваном. Також він незмінно віддавав шану мощам св. Андрія, якщо бував у містах, де вони зберігалися, — в Бурже, Брюгге тощо. Годувальницею новонародженого стала Жиль (або Жільйон) де Комон, дружина лицаря Жоффруа де Жермоля. Вона була глибоко відданою своєму вихованцю і залишалася поруч нього аж до своєї смерті у 1400 році, у віці близько 80 років, в той час як її чоловік виконував обов'язки метр д'отеля герцогського палацу.

### Дитинство

#### Родина
Дід і бабуся юного принца Філіп VI і Іоанна Бургундська, що втратили чи не всіх власних дітей, з ніжністю ставилися до онуків. За свідченням сучасників, королівська сім'я була за його життя досить дружною і міцною. Винятком був тільки спадкоємець престолу. Батька Іоанн не любив. Маючи слабке здоров'я, Іоанн II був скритним, похмурим, здатним до спалахів невиправданої жорстокості і не надто цікавився дітьми, крім того, він лише уривками бачився з сім'єю, змушений «за наказом короля, свого батька» постійно перебувати у діючій армії або з дипломатичними дорученнями при папському чи інших дворах. Не збереглося жодного листа, жодної записки, адресованої батьком синам — навіть у полоні, давши своєму капелану Гасу де ла Бінь доручення складати збірку про собаче і соколине полювання (за якими з легкістю вгадувалися поради щодо управління державою), Іоанн не потурбувався про те, щоб адресувати їм хоча б два рядки. Винятком був лише молодший — Філіп, що розділив з батьком тяжкість полону. Батько зумів прищепити принцу Іоанну лише свою любов до полювання, яку той проніс через все життя.
Тим більшою була прихильність юного принца до матері (це підтверджується тим, що він назвав на її честь Бонною свою старшу доньку і замовляв меси за упокій її душі). Ця «найкраща з дам, які тільки є у світі» за висловом поета Гійома де Машо, бачила своє життєве покликання у вихованні дітей, віддаючи цьому весь свій час і сили. Сім'я спадкоємця престолу, вочевидь, жила здебільшого у Венсенському замку, в крилі, що має назву «Консьєржері». Наскільки можна судити за збереженими документами, дитинство принца не було ні ідилічним, ні безтурботним, війна вимотувала сили країни, французька скарбниця була порожня, ситуація деколи доходила до того, що дофіна Франції була змушена позичати гроші, щоб юні принци мали змогу вести життя, належне їх рангу.
Справді, для підтримки реноме французького королівського дому потребувалися багатство і розкіш — оздоблення кімнат принців і принцес належало повністю оновлювати два рази на рік, у переддень Великодня і дня Всіх Святих, змінюючи все аж до килимів і покривал на ліжках, причому зимовими кольорами були лазуровий і червоний, в той час як літу більш підходили відтінки зеленого. У гардеробі дітей короля повинно було бути як мінімум 12 змін вбрання, на кожне велике церковне свято їх належало наділяти новим костюмом, а до свята Святого Михайла (у серпні), Дня Всіх Святих і нарешті на Різдво — повністю оновлювати їхній гардероб. Крім того, спеціальні костюми належало шити для всіляких урочистостей — врешті на одне лише це йшло в рік близько 2650 паризьких ліврів, або сума, рівна доходу великого баронського маєтку. 
З юних років принців навчали палацовому етикету, вмінню правильно говорити, вести себе і триматися на людях. При дворі Філіпа VI любили дітей, онукам короля Карлу, Луї, Жану, Філіпу, Марі, Маргариті й Ізабеллі компанію складали юний граф д'Етамп — Луї д'Евре, його зведений брат Карл, граф Алансонський, Едуар і Робер де Бар, Годфруа Брабантський, Людовик Наваррський. Ватажком серед них виступав юний дядько, трохи старший роками — брат Іоана Філіп Орлеанський. Тут же знаходилася і Жанна Бурбонська, дружина малолітнього спадкоємця престолу, яка за звичаєм того часу виховувалася при дворі чоловіка. Король Філіп і королева Жанна з достатньою проникливістю звели їх разом, щоб дитяча дружба і спільні спогади дозволили їм зберегти єдність уже в дорослому житті. Частково цей план вдався — діти короля і кузен Людовик Бурбонський дійсно на все життя залишилися дружними, або за висловом хроніста того часу Жана Буше складали «п'ять королівських голів під одним шапероном, рухомі єдиною волею».
Несподівана смерть короля Філіпа висунула за кермо цього дитячого загону дофіна Карла, що ставав відтоді законним спадкоємцем престолу. У цьому дитячому збіговиську Жан був практично нерозлучний з Філіпом, майбутнім герцогом Бургундським, молодшим за нього на рік, (цих двох сприймали мало не як близнюків), з ними ж постійно жив, грав і їв за одним столом юний Луї Бурбонський — причому в цьому тріо Жану належала, мабуть, провідна роль.

#### Освіта
Перші уроки читання і письма дала своєму вихованцю, ймовірно, мадам Жілль. Однак, як і належало в ті часи, «щоб навчити принців (тобто Іоанна і його молодшого брата Філіпа) читанню годин» був запрошений капелан на ім'я Ламбер де Соммевуар. Сталося це 1352 року, коли Іоанну було 12 років. Невідомо чому за рік його ім'я зникає з палацових рахунків, і вчителем принців стає Жан де Брей, за наказом якого були негайно закуплені книги, письмове приладдя тощо для продовження навчання на суму 24 лівра золотом (сума на ті часи доволі чимала — для порівняння варто нагадати, що члени Паризького парламенту отримували лише 10 су на день). Можливо, саме в дитинстві майбутньому герцогу був прищеплений смак до читання і збирання книжок. Книги ці були французькою мовою та латиною, за поняттями того часу син короля мав бути енциклопедично освіченим — мав вивчити теологію, риторику, граматику, діалектику, музику, основи латини («решти ж потроху»). За навчанням старшого принца — Карла, а потім його братів і сестер, стежила їхня мати, Бонна, яка запросила старшим вчителем представника свого двору — Сильвестра де ла Сервей. Крім власне навчання духовним і світським наукам, канонік прищеплював дітям і перші поняття про християнські чесноти, навіть двав їм дрібні гроші для роздачі милостині. Відомо, що у Іоанна Беррійського був власний «вихованець» — хлопчик на ім'я Жан ле Шарпантьє, що жив в монастирі Нотр-Дам, неподалік від палацу Сіте, якому королівський син дарував рукавички на хутрі і можливо, ділився з ним старим одягом. Освіта принца тривала 12-15 років.

### Намісництво в Лангедоку
1351 року призначено намісником Лангедоку, проте це було суто номінально. Разом з батьком брав участь у битві при Пуатьє. З огляду на неминучу поразку батько Іоанн II Добрий відіслав Іоанна на північ королівства.

### Англійський полон
1360 року отримав в апанаж Беррійське герцогство та Овернське графство. За угодою в Бретіньї вирушив до Англії в якості заручника. 1361 року з дозволу англійського короля повернувся до Франції. У 1364 року у зв'язку зі смертю батька повернувся до Лондону. У 1366 року остаточно повернувся до Франції

### Правління Карла V
Король доручив Жану Беррійському допомагати Бертрану дю Геклену в обороні від англійців, зокрема область між Сеною та Луарою. Допомагав відвоюванню Пуату. 1374 року захопив важливий замок Лузіньян. Отримав домени Сентонж і Ангумуа. Надмірно самостійні дії викликали підозри короля, який того ж року позбавив Жана цих володінь. Після цього Жан Беррійський віддалився до власних володінь, майже не брав участьу вирішення питань королівства.

### Опікун короля
Після смерті брата Карла V 1380 року був назначеним опікуном молодого короля Карла VI спільно з бургундським герцогом Філіппом II та орлеанським герцогом Людовиком I. 1381 року призначено намісником (королівським генерал-лейтенантом) в Лангедоці. В цей час тут вирувало повстання тюшенів. Водночас колишній губернатора Гастон III Феб де Фуа не змирився з втратою посади, ставши збирати війська. На допомогу Жану Беррійському прийшов Жан II де Арманьяк. Поступово війна перетворилася на боротьбу з тюшенами, оскільки з де Фуа вдалося домовитися. Боротьба проти повсталих тривала до 1483 року. Майже придушене повстання спалахнуло знову внаслідок вимогу герцога сплатити комунам Лангедоку 800 тис. ліврів. Боротьба тривала до 1381 року, решта невеличких загонів трималося до 1391 року.

### Смерть
Під час битви під Азенкуром перебував у французьких військах, але у битві участі не брав. Через хворобу повернувся до Парижу водним шляхом, передавши командування військами Бернару Арманьяку. 15 червня 1416 року помер у Нельському замку. Виконання заповіту Жана Беррійського було перерване королем на вимогу кредиторів: герцог залишив по собі величезні борги.

## Меценат
Почав він збирати свою бібліотеку у 1371 році з купівлі 4 романів. В результаті у нього було близько 300 рукописних книг. Хранителем його колекції був мініатюрист П'єр Веронський. Особливу гордість бібліотеки складали часослови, для оформлення яких він запрошував найкращих ілюстраторів Франції. Загалом бібліотека герцога складалася з 41 історичної хроніки, 38 лицарських романів, твору Марко Поло, географічних мап, творів Аристотеля, Джованні Боккаччо, книг з астрономії, астрології, 15 Біблій, 16 псалтирів, 18 требників, 6 міссалья і 15 часословів. На його замовлення були створені Брюсельський часослов, Прекрасний часослов Діви Марії, Прекрасний часослов герцога Беррійського, та найзнаменитіший Розкішний часослов.
Крім французьких художників і архітекторів він запросив до себе іспанських керамістів і фламандських майстрів-ювелірів і художники, серед них були Гі де Дамартен і його брат Дре, Андре Боневе, Жакмар Есденський, брати Лімбурги. В його почті був письменник Жан Арасський.
Також виявляв інтерес до коштовних і красивих речей, а також до незвичайних, дивних речей, що надходили з Риму і Константинополя, вишивки і шпалери з Флоренції і Англії, тканини зі Сходу і Кіпру та з Венеції, роги єдинорога, язик змії тощо.

## Родина
1 Дружина — Іоанна (1346—1388)
Діти:
- Карл (1362—1382)
- Іоанн (1363—1401)
- Людовик (1364—1383)
- Бона (1365—1435)
- Марія (1370—1434)

2 Дружина — Іоанна (1378—1424)
Діти: не було
Бастард (від невідомої шотландки):
- Овальд